# Sommera sabiceoides
Sommera sabiceoides är en måreväxtart som beskrevs av Karl Moritz Schumann. Sommera sabiceoides ingår i släktet Sommera och familjen måreväxter. Inga underarter finns listade i Catalogue of Life.